# L'Échelle de Jacob (Móskos)
Pour les articles homonymes, voir L'Échelle de Jacob.
L'Échelle de Jacob, en grec moderne : Η Κλίμακα του Ιακώβ/I Klímaka tou Iakóv, en italien : Scala di Giacobbe, est une peinture  a tempera sur bois d'Ilías Móskos, un artiste peintre grec, originaire de Crète faisant partie de l'école de peinture de l'Heptanèse. L'œuvre se trouve désormais au musée byzantin et chrétien d'Athènes.

## Généralités
Dans les années 1650, Ilías Móskos vivait sur l'île de Zante et a également travaillé sur l'île de Céphalonie. Deux autres peintres actifs de son vivant portaient le même nom de famille, Ioánnis Móskos (en) et Léos Móskos (en). Le peintre était également un enseignant réputé et il possédait une fortune considérable. Cinquante-deux de ses peintures ont survécu. Il représentait l'école crétoise puis celle de l'Heptanèsee, ses œuvres combinant généralement les deux écoles. Son œuvre est fortement influencée par des gravures du monde entier, dont certaines sont flamandes. Son activité artistique s'est déroulée de 1629 à 1687. La plupart de ses œuvres restantes se trouvent en Grèce et en Italie.

## Jacob
Jacob est un personnage biblique de l'Ancien Testament. Il a la vision d'une échelle s'élevant jusqu'au ciel, avec des anges qui montent et descendent l'échelle. Il a entendu la voix de Dieu qui le bénissait du haut de l'échelle. Dieu dit à Jacob qu'il aura de la chance et qu'il doit garder la foi. D'innombrables artistes ont représenté la scène de l'Ancien Testament.

## Gravure de Rafael Sadeler
Rafael Sadeler était un graveur flamand de la Renaissance, originaire d'Anvers. Il est actif de 1575 à 1632 et est un membre important de la famille Sadeler, une famille de graveurs flamands. Les gravures de la famille Sadeler ont fortement influencé l'art grec de l'école de l'Heptanaise. L'Échelle de Jacob de Sadeler inspire Ilías Móskos pour la réalisation du présent tableau.

## Description
Les matériaux utilisés pour l’œuvre sont la peinture à la détrempe sur un panneau de bois de 70 × 48 cm. Ilías Móskos ajoute à l'échelle un coucher de soleil à l'arrière-plan de la peinture. Un château sur une montagne est présent dans la gravure de Sadeler et dans la peinture de Móskos. L'arrière-plan à droite présente également des caractéristiques similaires dans la gravure et la peinture. Le paysage diffère légèrement dans la représentation de Móskos. Une décoration baroque et rococo orne le panneau. La silhouette de Jacob est plus petite dans le tableau de Móskos. Les personnages célestes flottent en apesanteur. L'œuvre captive le public et fait passer l'art grec de l'école crétoise à l'école de peinture de l'Heptanèse, de manière plus raffinée

## Galerie

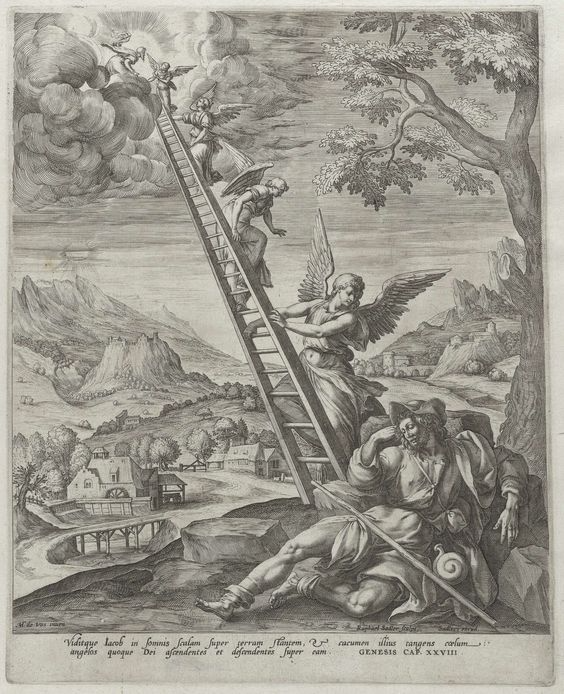
L'Échelle de Jacob de Raphaël Sadeler.
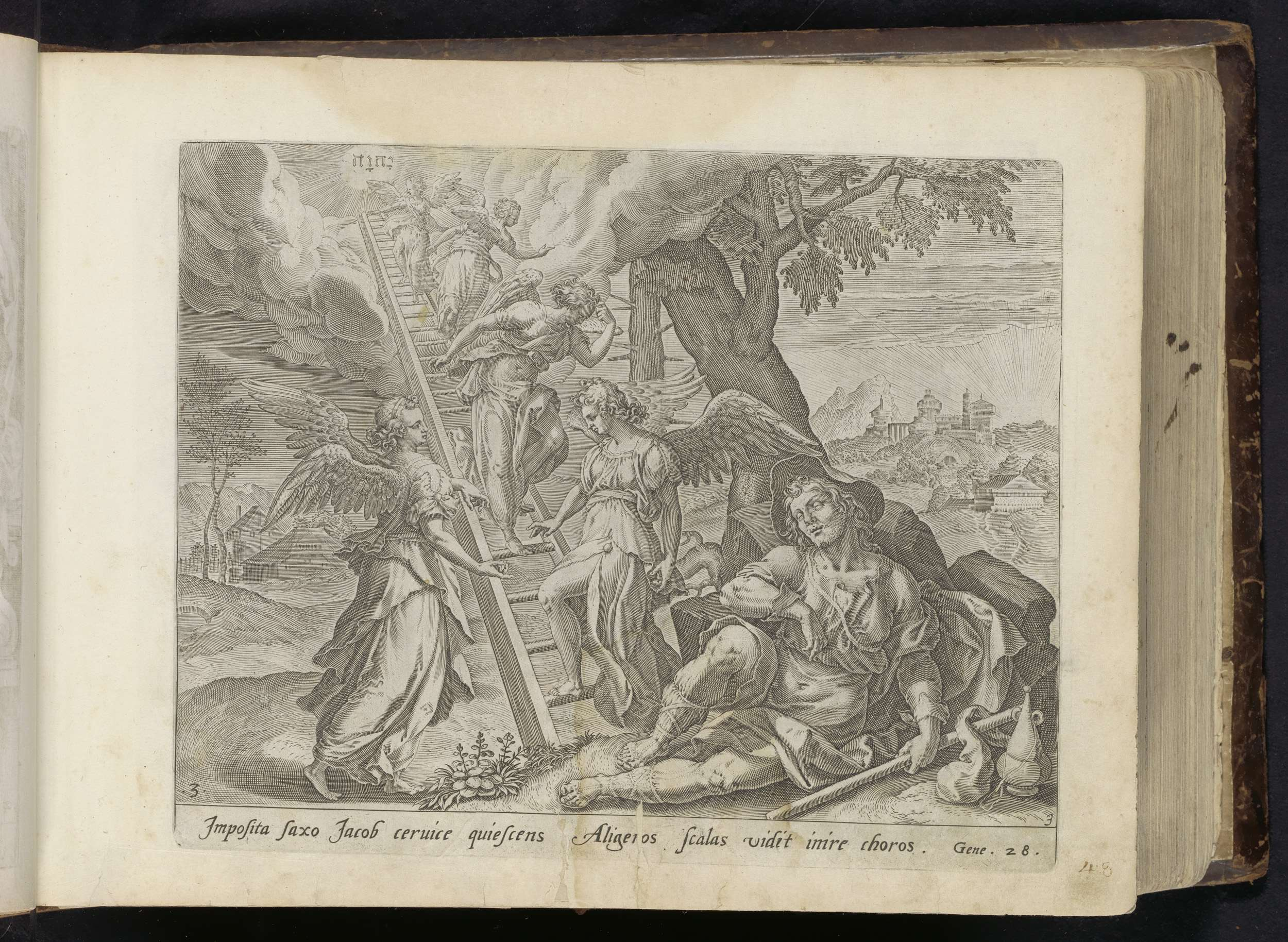
L'Échelle de Jacob de Maarten de Vos.